# Rezolucja Rady Bezpieczeństwa ONZ nr 2695
Rezolucja Rady Bezpieczeństwa ONZ nr 2695 została przyjęta 31 sierpnia 2023 r.
Rada przedłużyła mandat Sił Pokojowych ONZ w Libanie na kolejny rok, do dnia 31 sierpnia 2024 r.
Rezolucja przyjęta 13 głosami "za", przy wstrzymaniu się od głosu Rosji i Chin.